# Leoš Janáček
(Leoš Janáček)
Leoš Janáček,  (Hukvaldy, 3 luglio 1854 – Ostrava, 12 agosto 1928), è stato un compositore, musicologo, teorico della musica, librettista, studioso del folklore, editore, organista e pianista ceco.
È ritenuto uno dei massimi compositori dell'inizio del XX secolo ed è noto in particolare per la sua Sinfonietta, la Messa Glagolitica e per i suoi lavori operistici.

## Biografia
Trascorse un'infanzia povera a Hukvaldy, in Moravia, ricevendo dal padre, maestro elementare, violinista e organista dilettante, le prime lezioni di musica.
Janáček fu un compositore a sviluppo artistico molto tardivo: dopo essersi diplomato a diciotto anni in magistero al convento di Brno, tra il 1874 e il 1875 proseguì i suoi studi musicali presso la scuola d'organo di Praga. Pur di studiare sopportò sacrifici durissimi: nei primi tempi, non potendo disporre di un pianoforte, fu costretto ad esercitarsi su una finta tastiera disegnata sopra un cartone. La formazione musicale di Janáček dunque, avvenne sostanzialmente da autodidatta.
In questo periodo conobbe Antonín Dvořák, il compositore ceco che avrebbe notevolmente influito sulle sue prime composizioni, col quale strinse un'amicizia destinata a durare negli anni. Contemporaneamente partecipò all'intensa vita culturale di Praga, animata da un gruppo di intellettuali chiamati ruchovici, che si raccoglievano attorno alla rivista Ruch (Corsa) nella quale si contestavano le tendenze cosmopolite e s'affermava l'ideale di una cultura nazionale e antiaustriaca. Già in questi anni Janáček cominciò dunque a lottare per il proprio paese, al quale sarà sempre profondamente legato.
Nel 1876 le difficoltà economiche lo costrinsero a rientrare a Brno e ad assumere la direzione della società corale Svatopluk; dopo pochi mesi diede le dimissioni e passò a dirigere un altro coro, la Beseda brnenská, lavorando nel contempo come insegnante di musica presso il locale istituto magistrale.
A questo periodo risalgono i suoi primi lavori corali e strumentali. Nel contempo Janáček si stava dedicando ad approfondire la propria preparazione teorica attraverso la lettura dei testi di estetica di Josef Durdík e Zimmermann e quelli sulla psicologia musicale e la fisioacustica di Wilhelm Wundt e Hermann von Helmholtz, ricavando da queste letture la spiegazione scientifica di alcune sue intuizioni riguardo alla possibilità di affrancare l'armonia dalle rigide regole dell'armonia scolastica. Più tardi, nel suo diario, affermò d'aver studiato a fondo dal 1876 al 1879 questi testi e d'averne tratto la conclusione che ogni accordo può succedere ad un altro al di fuori delle regole codificate della concatenazione armonica a patto che questo procedimento risponda alle esigenze dell'espressione e della comunicazione sviluppatesi nel pubblico cui la musica è destinata.
Nel 1879 Janáček lasciò Brno e i suoi impegni di lavoro per recarsi a Lipsia e successivamente a Vienna, presso il cui Conservatorio frequentò i corsi di perfezionamento in composizione, direzione d'orchestra ed estetica, ampliando ulteriormente la sua già vasta conoscenza della musica europea, sulla quale si tenne sempre aggiornato (scrisse: «posso dire che nessun lavoro della letteratura musicale moderna mi sia sfuggito»).
Nel 1881 rientrò a Brno, dove fondò la scuola d'organo e composizione (che diresse fino al 1919) e il 13 luglio si sposa con la pianista Zdenka Schulzová. 
In questo periodo intensificò la sua attività di direttore di coro e d'orchestra, dedicandosi prevalentemente all'esecuzione di opere di autori moderni, approfondì gli studi sulla nuova armonia e proseguì una sistematica ricerca sul folklore moravo, raccogliendone ed analizzandone le melodie coll'amico e collaboratore František Bartoš. Tali ricerche attrassero l'attenzione dell'ambiente culturale ceco più della sua attività di compositore, che fu a lungo scarsamente considerata: quando nel 1891 fu rappresentato al Teatro Nazionale di Praga il balletto Rákos Rákoczy, Janáček fu definito dalla stampa «un'autorità in fatto di canto popolare, come raccoglitore e arrangiatore, ma quanto a composizione e a teorie musicali, un innovatore troppo eccentrico.»
Il primo periodo della carriera artistica di Janáček - noto come il periodo romantico - è influenzato da Smetana e, soprattutto, da Dvořák. Esso si concluse con la nascita di un'opera in tre atti, Šárka, sullo stesso soggetto dell'omonimo poema sinfonico di Smetana. Composta nel 1887 e ispirata ad una leggenda popolare, Šárka venne rimaneggiata dal compositore molti anni dopo, per debuttare in una nuova versione a Praga nel 1924.
Dal 1888 al 1906 Janáček si dedicò soprattutto alle ricerche folkloriche, che ispirarono anche il suo lavoro compositivo, profondamente legato ai canti e alle danze della Moravia. Nel contempo la sua formazione intellettuale e artistica andava completandosi proprio negli anni in cui, a cavallo del secolo, Tomáš Garrigue Masaryk stava alimentando, in chiave materialista e positivista, la lotta antimperialista della borghesia praghese, esercitando un forte influsso, in direzione realista e naturalista, sugli artisti della rinascita ceca, e aiutandoli ad emanciparsi dall'idealismo e dal romanticismo tedeschi.
L'adesione al movimento ideologico di Masaryk conferì dunque al lavoro di Janáček un più chiaro significato patriottico e democratico. Una decisiva influenza sul suo orientamento artistico venne esercitata inoltre da un viaggio ch'egli compié nel 1896 in Russia e Polonia: la sua passione per la musica russa è di vecchia data, ma finora egli s'era interessato soprattutto a Pëtr Il'ič Čajkovskij, pubblicando anche alcuni saggi critici; il soggiorno russo favorì il suo avvicinamento alla musica di Musorgskij, che lo colpì per la sua forte, autentica ispirazione nazionale, e il contatto coi nazionalisti russi e polacchi incrementò il suo interesse per lo slavofilismo populista e antiborghese di cui, per le dolorose vicende del suo paese, condivideva i principî e le attese.
Dal 1894 al 1903 Janáček compose Jenůfa (La figliastra), una partitura teatrale che all'epoca della prima a Brno (21 gennaio 1904) non suscitò particolare interesse, ma che ebbe in seguito una clamorosa rivalutazione. La sua riscoperta avvenne per caso: dopo parecchî anni un tale, passeggiando per la campagna morava, fu colpito da certe melodie cantate da una voce femminile: s'informò, erano melodie di Jenůfa. Telegrafò allora al direttore del Teatro Nazionale di Praga e finalmente nel 1916 l'opera fu data a Praga con esito trionfale.
È proprio con Jenůfa che Janáček afferma decisamente il suo rifiuto delle concezioni romantiche e la volontà di appartenere invece ad un mondo ideale e morale nel quale vengano rispettati i diritti degli uomini, a partire dai più umili e indifesi.
Allo stesso periodo appartengono altre composizioni di rilievo, tra cui Le danze di Lachi per orchestra (1889-90), nelle quali Janáček riproduce in chiave personale l'estro gioioso di un'esecuzione folklorica attraverso la ripetizione di alcune elementari figurazioni timbriche, armoniche e ritmiche contrastanti; e le due cantate: Amarus (per soli, coro e orchestra, 1897) e Padre nostro (per soli, coro e pianoforte, 1901), la prima delle quali racconta la storia di un giovane monaco che, rinchiuso fin da piccolo in un convento, osservando due innamorati in un giorno di primavera, scopre il senso dell'amore, della natura e della vita che gli è negata e, disperato, s'uccide sulla tomba della madre.
Il 20 marzo 1898 dirige a Brno la prima assoluta di La colomba selvatica di Antonín Dvořák.
Sul finire del XIX secolo Janáček intensificò la sua attività di etnomusicologo ante-litteram. Nel 1894 organizzò la sezione musicale morava alla Mostra etnografica di Praga e nel 1901 curò l'edizione di una raccolta di 2057 canti moravi. Parallelamente si dedicò ai suoi prediletti studi sul linguaggio dei suoni, pubblicando alcuni saggi per l'Accademia Ceca delle Scienze e delle Arti e, nel 1897, il volume La composizione degli accordi e la loro risoluzione. Questo testo, in cui sono riassunti i risultati acquisiti attraverso anni di ricerche, sarà rielaborato dall'autore fino a dar vita, nel 1913, a quel vasto Trattato completo di armonia nel quale formulò in maniera organica le sue teorie innovative.
Nel 1906 Janáček chiuse di fatto il lungo periodo della ricerca folklorica pubblicando l'ampio saggio La raccolta di canti nazionali cechi in Slesia e Moravia. Da questo momento egli si dedicò quasi esclusivamente alla composizione. Ebbe inizio il periodo della maturità - che la critica colloca tra il 1906 e la fine della prima guerra mondiale nel 1918. In questo periodo, nel quale il suo spirito nazionalistico e il suo impegno sociale e politico si manifestarono con ancora maggior vigore, egli compose l'opera in quattro parti Il viaggio del signor Brouček sulla luna (completata nel 1917 e rappresentata nel 1920) che contiene una dura satira contro il conformismo della borghesia ceca. Ad essa seguirà una seconda parte: Il viaggio del signor Brouček nel sec. XV, rappresentata lo stesso anno.
Ancora a temi patriottici sono ispirate due composizioni del 1918: una corale, La legione ceca, e una orchestrale, la rapsodia Taras Bulba tratta dal racconto omonimo di Gogol.
Nel dopoguerra la visione del mondo, umanamente pessimista, di Janáček trovò la sua massima manifestazione in quattro opere teatrali che contengono, in maniera diversa, una forte carica di protesta: Káťa Kabanová (1921), La piccola volpe astuta (1924), L'affare Makropulos (1926) e Da una casa di morti (1930). L'immedesimazione del compositore con il materiale narrativo delle sue opere è sempre molto forte: durante la composizione di Una casa di morti, tratta da un lavoro di Dostoevskij nel quale il letterato russo rievoca le tragiche esperienze dell'esilio siberiano, egli confessa ad un amico: «mi sembra di scendere, gradino per gradino, sempre più in basso, e di camminare nei bassifondi più miserabili degli esseri umani. Ed è un cammino molto penoso.»

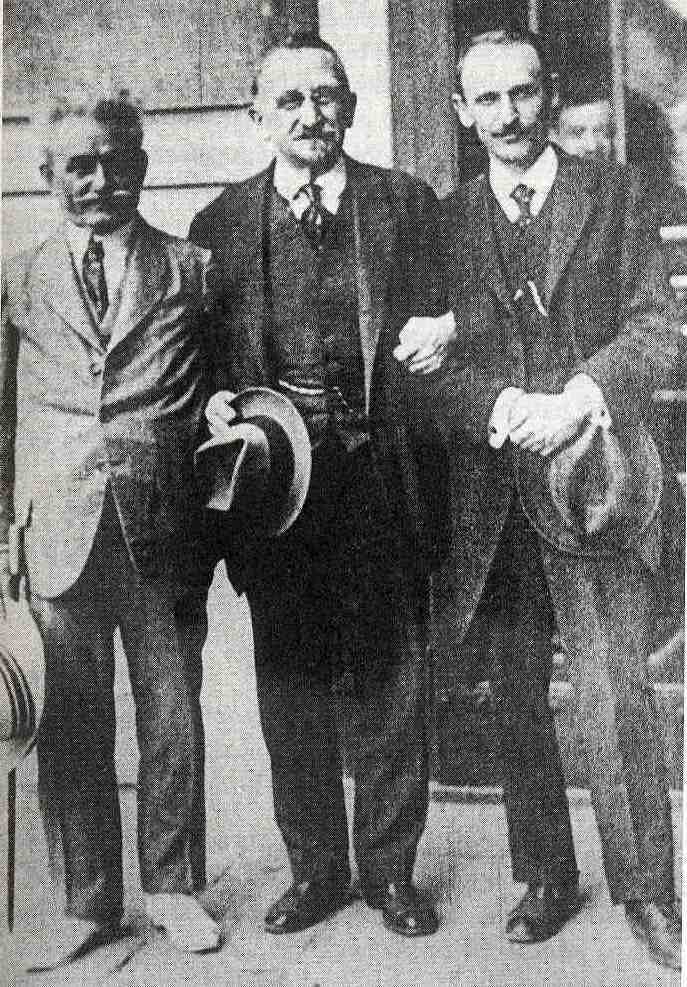
Leóš Janáček, Karel Kovařovic e Jan Kunc nell'estate del 1917

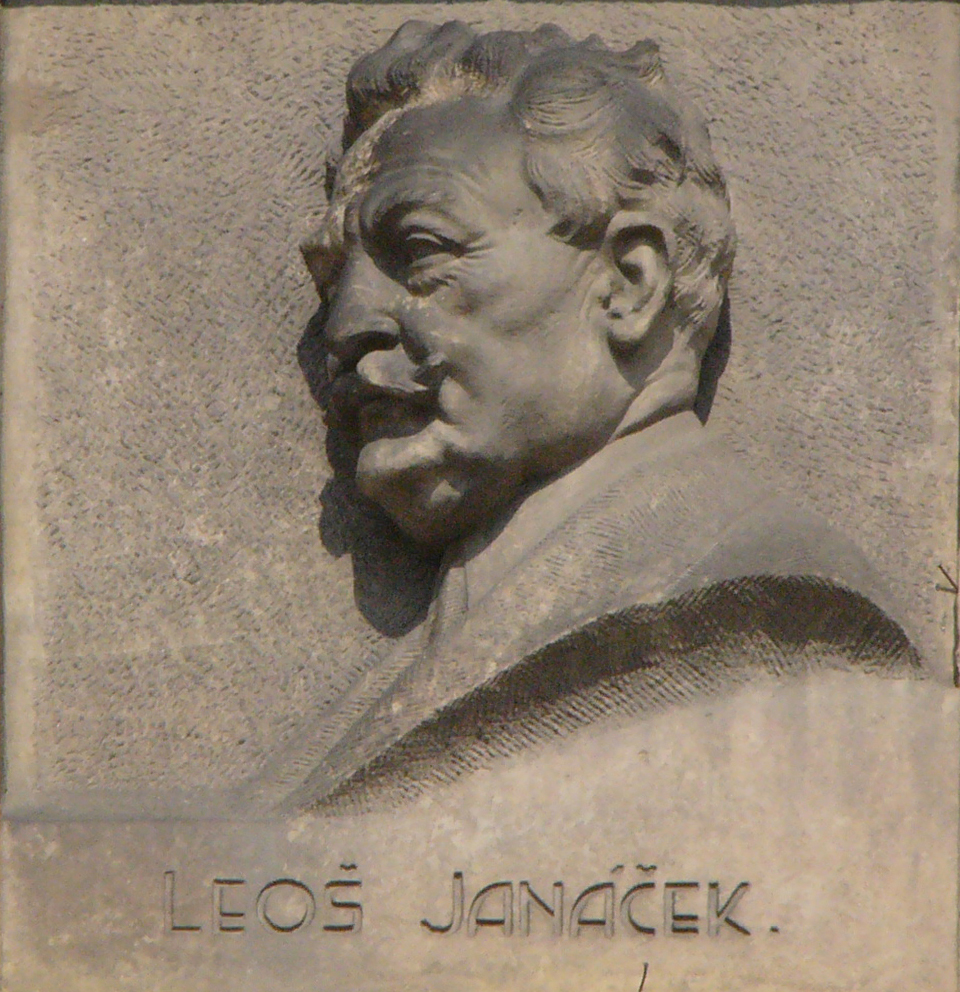
Leóš Janáček anziano in un bassorilievo

Se la vita artistica di Janáček non fu né facile né felice, e il successo arrivò molto tardi, la sua vita privata non fu migliore: un matrimonio sbagliato e la morte prematura dei due figli lo spinsero alla ricerca di legami che si rivelarono altrettanto deludenti. La relazione con la prima Jenůfa di Praga, la cantante Gabriela Hejdová-Horváthová, spinse la moglie del musicista a un tentativo di suicidio che segnò dolorosamente la vita della coppia. Il tardivo amore per una ragazza di Písek turberà i suoi ultimi anni e ispirerà parte del Quartetto n. 2, non a caso intitolato "Lettere intime".
Il 18 maggio 1925 Príhody Líšky Bystroušky (Le avventure della volpe Bystrouška) ebbe la prima nella seconda versione al Teatro Nazionale di Praga ed il 15 maggio 1926 Vÿleti páne Broučkovy (I viaggi del signor Brouček) ebbe la prima a Brno.
Il 10 febbraio 1927 viene eletto a Berlino membro dell'Accademia delle arti di Prussia.
Gli ultimi anni furono un periodo particolarmente fertile. Pur dedicandosi soprattutto al teatro, il compositore affrontò lavori di vasta mole appartenenti a generi diversi, come la cantata Il diario di uno scomparso (composta tra il 1917 e il 1919), la Sinfonietta (1926), i due quartetti (1923 e 1928) e la celebre Missa glagolitica (1926).
Finalmente cominciava a ricevere qualche gratificazione professionale: le sue partiture venivano eseguite nei teatri e nelle sale da concerto e la critica gli dimostrava maggiore attenzione e considerazione. Nel 1919 fu nominato professore al Conservatorio di Praga e nel 1926, durante un viaggio a Londra, gli furono tributati grandi onori. Le autorità ceche gli ordinarono alcuni lavori celebrativi, riconoscendo in lui il compositore più rappresentativo del paese.
Malgrado il successo, tuttavia, Janáček continuò a condurre la sua vita schiva e appartata. Morì il 12 agosto del 1928 ad Ostrava all'età di settantaquattro anni, dopo un breve periodo di riposo trascorso nella città natale di Hukvaldy. Secondo i suoi desideri, al funerale fu eseguita la scena del Guardiacaccia che conclude La volpe astuta.
La volpe astuta ebbe la prima italiana nel 1958 diretta da Nino Sanzogno con Dino Dondi, Paolo Montarsolo, Angelo Mercuriali, Mariella Adani e Luigi Alva al Teatro alla Scala di Milano.
Janacek era un ateo che descriveva la religione come "morte concentrata", ma scrisse molte delle sue composizioni con fortissime tematiche religiose. La sua imponente Messa Glagolitica infatti fu scritta su suggerimento di un amico clericale che si era lamentato della poca musica liturgica ceca. Janacek ha detto di essere stato ispirato da una tempesta elettrica.

## Composizioni

### Opere
- Šárka, 3 atti, libretto di Julius Zeyer (1887-88, nuova versione 11 novembre 1925, Brno)
- Počátek románu (L'inizio di un romanzo), 1 atto,  libretto di Jaroslav Tichý (pseudonimo di František Jaroslav Rypáček) dalla novella di Gabriela Preissová (10 febbraio 1894, Brno)
- Jenůfa (Její pastorkyňa, La sua figliastra), 3 atti, libretto di Leóš Janáček dal dramma di Gabriela Preissová (21 gennaio 1904, Brno, successive revisioni: 1906, 1911, 1916)
- Osud (Destino), 3 atti, libretto di Fedora Bartošová (1904 ma rappresentata postuma, il 18 settembre 1934, Brno)
- Výlety páně Broučkovy (Il viaggio del signor Brouček), 2 atti (Il viaggio del signor Brouček sulla luna, Il viaggio del signor Brouček nel sec. XV), libretto di Viktor Dyk (parte I) e František Serafínský Procházka (parte II) dal romanzo di Svatopluk Čech, (23 aprile 1920, Teatro Nazionale di Praga)
- Káťa Kabanová, 3 atti, libretto di Leóš Janáček dal dramma Bouře di Aleksandr Nikolaevič Ostrovskij (23 novembre 1921, Brno)
- Příhody lišky Bystroušky (La piccola volpe astuta), 3 atti, libretto di Leóš Janáček da Rudolf Těsnohlídek (6 novembre 1924, Brno)
- Věc Makropulos (L'affare Makropulos), 3 atti, libretto di Leóš Janáček dal dramma di Karel Čapek (18 dicembre 1926, Brno)
- Z mrtvého domu (Da una casa di morti), 3 atti, libretto di Leóš Janáček dal romanzo Memorie dalla casa dei morti di Fëdor Michajlovič Dostoevskij (12 aprile 1930, Brno)

### Balletti
- Valašské tance (Danze valacche, in 1 atto, frammento; circa 1890)
- Ràkos Rakoczy, in 1 atto, scene e danze di Moravia e Slovacchia per soli, coro e orchestra (24 luglio 1891 al Teatro Nazionale di Praga)

### Composizioni sinfoniche
- Suita, per archi (Suite per orchestra d'archi) (2 dicembre 1877 a Brno)
- Idyll, per archi (Idyla (Idillio) suite per orchestra d'archi)  (2 dicembre 1878 a Brno diretta dal compositore)
- Cosacca, danza popolare russa (1889)
- Danze di Lachi, 6 danze per orchestra (1889/1890)
- Hanácké tance (Danze di Hana) (1889/1890)
- Suita op.3, o Serenada, per grande orchestra (1891)
- Adagio, per grande orchestra (1891)
- Danze morave, 6 danze per orchestra (1892)
- Gelosia, introduzione per grande orchestra a Jenůfa (anche per 2 pianoforti; 1894)
- Quadriglia, per grande orchestra (1895)
- Marcia funebre, pezzo finale della cantata Amarus (1898)
- Srbské kolo, danza popolare serba (1899)
- Il bambino del suonatore, ballata per orchestra (dal poema di S. Čech)
- Taras Bulba, rapsodia per orchestra (ispirata al romanzo storico di Gogol'); 9 ottobre 1921 a Brno
- La ballata del Blaník (dal poema di J. Vrchlicky)
- Šumařovo dítě (Il figlio del musicista), ballata sinfonica per orchestra; 14 novembre 1917 al Teatro Nazionale di Praga
- Balada blanická (Ballata di Blaník), poema sinfonico per grande orchestra; 21 marzo 1920 a Brno
- Vojenská symfonietta (Sinfonietta militare) per orchestra (26 giugno 1926 a Praga)
- Sinfonietta per orchestra (29 giugno 1926 al Teatro Nazionale di Praga)
- Pellegrinaggio dell'anima, concerto per violino e orchestra (frammento; utilizzato come introduzione all'opera Da una casa di morti, 1927/1928)
- Il Danubio, sinfonia in 4 tempi (frammento; completata da O. Chlubna, 1928)

### Composizioni per pianoforte
- Sonata n. 1 (perduta, 1879)
- Sonata n. 2 (perduta, 1880)
- Zdenčiny variace (Variazioni Zdenka, tema con variazioni; 1880)
- Starodávny (n. 1 delle Danze di Lachi: vedi composizioni sinfoniche; 1889)
- Ej, danaj!, danza slovacca (1892)
- Národní tance na Moravě (Danze nazionali morave: 9 per pianoforte solo e 12 per 2 pianoforti; 1893)
- Hudba ke krouzení kuzely (Musica per ginnastica ritmica; 1893)
- Žárlivost (Gelosia: introduzione a Jenůfa, per 2 pianoforti; novembre 1896 a Brno)
- Moravské tance (Danze morave: Celadensky e Pilky; 1904)
- Po zarostlém chodníčku (Sul sentiero di rovi, 15 pezzi; originariamente 7 pezzi per harmonium; 1901-1908)
- Z ulice, 1.X.1905 (Dalla strada, 1.X.1905, sonata; solo 2 movimenti, Předtucha (Presentimento) e Smrt (Morte); 27 gennaio 1906 a Brno)
- V mlhách (Nella nebbia, 4 pezzi; 1912)
- Krajcpolka (1912)
- Moravské lidové písně pro Klavír (Canti popolari moravi per pianoforte, 15 canti; 1922)
- Vzpomínka (Ricordi; 1928)
- Capriccio Vzdor (Sospetto) per pianoforte e orchestra da camera; 2 marzo 1928 a Praga

### Composizioni sacre
- Mse (Messa, perduta; circa 1870)
- Graduale in Festo Purificationis BMV (circa 1870; revisione 1887)
- Odpočiň si (Quiete, per coro maschile; testo di Fr. Suls; circa 1875)
- Exaudi Deus (1877)
- Regnum Mundi, per coro misto (circa 1878)
- Deset České církevní zpěvy z Lehnerova mešního kancionálu (10 canti religiosi cechi, dal Libro degli Inni di Lehner, trascrizione per organo; 1881)
- Ave Maria, per coro (testo di Byron, tradotto da J. Durdìk; 1883)
- Hospodine, pomiluj ny! (Signore, misericordia!, cantata per soprano, contralto, tenore, basso, doppio coro, organo, arpa, 3 trombe, 3 tromboni, 2 tube; 1896)
- Otče náš (Padre nostro, per tenore, coro e pianoforte/harmonium, originariamente musica d'occasione per quadri viventi, da dipinti di J. Krzesz-Mecina; 15 giugno 1901 a Brno. Trascrizione per organo e arpa del 1906)
- Messa (dalla Messa di Liszt per organo: trascrizione per coro misto e organo; 1901)
- Svatý Václave (S. Venceslao, per coro e organo; circa 1902)
- Constitues, per coro (prima del 1903)
- Zdrávas Maria (Salute a te, Maria, per coro e organo)
- Církevní zpěvy české vícehlasé z příborského kancionálu (Canti sacri cechi da Libro degli Inni di Freiberger, per coro; 1904)
- Messa in Mi bemolle Maggiore per coro e organo (frammento: Kyrie, parte del Credo e l'Agnus; il Credo è stato completato da V. Petrzelka; 1907/1908)
- Veni Sancte Spiritus, per coro maschile (1910)
- Glagolská mse (Messa Glagolitica, per contralto, tenore e basso, coro, organo e orchestra; 5 dicembre 1927 a Brno)
- Narodil se Kristus Pán (Cristo è nato, cantico natalizio per pianoforte, con testo; 1926/1927)
- Ukolébavka (Ninna Nanna; 1927)

### Composizioni vocali di vario genere
- Smrt (Morte, melologo con pianoforte, testo da Lermontov, perduto; 27 luglio 1876 a Brno)
- Uz je slúnko z tej hory ven (Il sole è sorto su quella collina) corale per baritono, voci miste e pianoforte; 13 maggio 1894 Brno
- Amarus, cantata lirica per soli, coro e orchestra (testo da J. Vrchlicky; circa 1897)
- Canzoni per voce e pianoforte, 5 marzo 1899 a Brno
- Na Soláni Carták, cantata per tenore, voci maschili e orchestra; 13 marzo 1912 a Brno
- Vecné evangelium (Il Vangelo eterno), cantata soprano, tenore, coro e orchestra; 5 febbraio 1917 al Teatro Nazionale di Praga
- Zápisník zmizelého (Diario di uno scomparso), ciclo di 22 melodie per tenore, contralto, 3 voci femminili e pianoforte; 18 aprile 1921 a Brno
- Ríkadla (Filastrocche, Rime infantili), 8 pezzi per 3 voci femminili, clarinetto e pianoforte; 26 ottobre 1925 a Brno

### Composizioni corali
- Orání (All'aratro, per coro maschile, testo tradizionale; 1873)

### Canti popolari
- Královnicky (Le reginette, raccolta di 11 canti popolari per canto e pianoforte; 1889)

### Composizioni da camera
- Pohádka (Favola) racconto per violoncello e pianoforte, 13 marzo 1910 a Brno (seconda versione il 21 febbraio 1923 a Praga)
- Sonata per violino e pianoforte, 1914
- Sonata n. 3 per violino e pianoforte, 21 gennaio 1922 a Brno
- Quartetto n. 1 "Sonata a Kreuzer", 1923 (prima esecuzione: Praga, Mozarteum, 17 ottobre 1924)
- Mládí (Gioventù), suite per sestetto di fiati; 23 novembre 1924 a Praga
- Concertino per pianoforte, 2 violini, viola, clarinetto, corno e fagotto; 20 febbraio 1926 a Praga
- Quartetto n. 2 "Lettere intime", 1928 (prima esecuzione: Brno, Scuola d'organo, 18 maggio 1928)

### Composizioni per organo
- Preludio (1875)
- Varyto (Lira; 1875)
- Chorální fantasie (Fantasia corale; 1875)
- Pezzo (frammento; 1878)
- 2 Pezzi (1884)

## La musica di Janáček nel cinema
L'insostenibile leggerezza dell'essere di Philip Kaufman (1988), tratto dall'omonimo romanzo di Milan Kundera, utilizza numerosi brani di Janáček, tra cui:
- The Madonna of Frýdek, dal ciclo per pianoforte On an Overgrown Path (prima serie) adattato come tema musicale di Tereza (Juliette Binoche). Lo si ascolta la prima volta quando il personaggio fa la sua prima apparizione sullo schermo e l'ultima durante la scena finale.
- Il Secondo quartetto per archi ("Lettere intime"), di cui viene specialmente utilizzato l'ultimo movimento, abbinato in genere a momenti di tensione.
- La Sonata per violino.
- Pohádka, per violoncello e pianoforte.
- La Messa Glagolitica è stata utilizzata dal regista underground Kenneth Anger per il suo secondo film Inauguration of the Pleasure Dome.

In Prima la musica, poi le parole di Fulvio Wetzl (1998, c'è un'esecuzione dal vivo del Secondo quartetto per archi ("Lettere intime"), nella chiesa della Abbadia a Isola a Monteriggioni

## Janáček nella musica rock
La band Emerson, Lake & Palmer ha inciso una canzone basata sul tema iniziale della Sinfonietta. Il pezzo, intitolato "Knife-Edge" è apparso nell'album di debutto del gruppo: Emerson Lake & Palmer (1970).

## Janáček nella letteratura
La Sinfonietta è più volte citata nel romanzo 1Q84 di Haruki Murakami.

## Riconoscimenti
Al musicista sono stati intitolati l'asteroide 2073 Janáček, il cratere di Mercurio Janácek, nonché il Teatro Janáček a Brno.

## Riconoscimenti discografici
- Janacek, Jenufa - Haitink/Mattila/Silja/Silvasti, Royal Opera House, 2001 Erato/Warner Classics - Grammy Award for Best Opera Recording 2004
- Janacek, From the House of the Dead, Mládi & Ríkadla - Dalibor Jedlicka, Ivo Zidek, Jiri Zahradnicek, Sir Charles Mackerras, Vaclav Zitek, Wiener Philharmoniker & Wiener Staatsopernchor, 1980 Decca - Grammy Award for Best Opera Recording 1982